# Бертланж
Бертланж (фр. Berthelange) насеље је и општина у источној Француској у региону Франш-Конте, у департману Ду која припада префектури Безансон.
По подацима из 2011. године у општини је живело 279 становника, а густина насељености је износила 68,55 становника/km². Општина се простире на површини од 4,07 km². Налази се на средњој надморској висини од 270 метара (максималној 294 m, а минималној 234 m).

## Демографија
| 1962. | 1968. | 1975. | 1982. | 1990. | 1999. | 2011. |
| ----- | ----- | ----- | ----- | ----- | ----- | ----- |
| 101   | 104   | 112   | 169   | 193   | 210   | 279   |

График промене броја становника у току последњих година